# Armida (jméno)
Armida je ženské křestní jméno latinského původu. Pochází z latinského slova armata a vykládá se jako „ozbrojená“.
Podle maďarského kalendáře má svátek 4. září.

## Armida v jiných jazycích
- maďarsky, italsky: Armida

## Známé nositelky jména
- Armida – postava bájné kouzelnice, jejíž příběh byl zpracován několika hudebními skladateli jako opera
- Armida (herečka) (rodným jménem Armida Vendrellová) – americká herečka mexického původu